# Klevaňský hrad

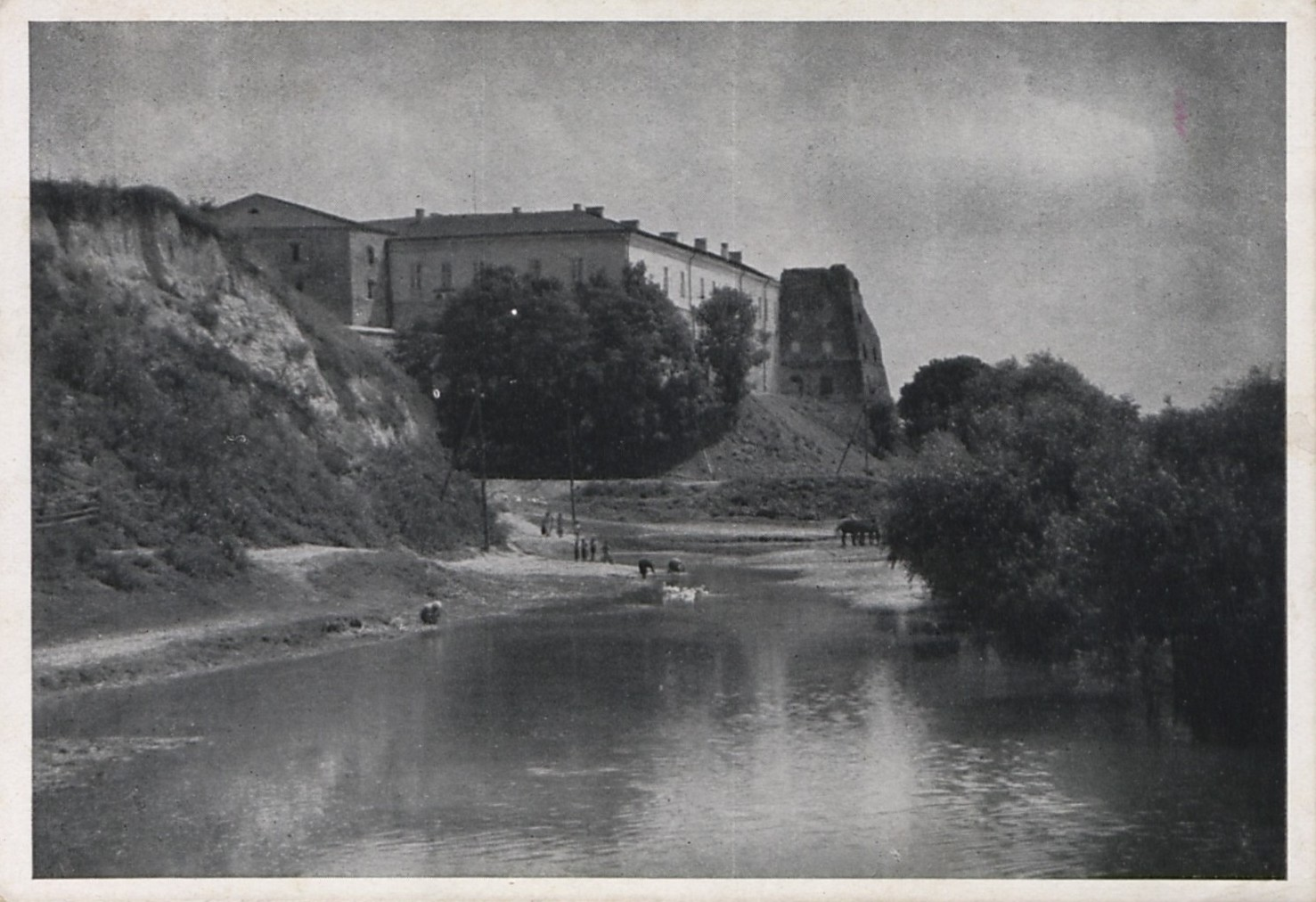
Klevaňský hrad ve Volyni

Klevaňský hrad (ukrajinsky Клеванський замок) je jedna z nejstarších pevností ve Volyni na Ukrajině. Byl postaven v polovině 15. století Michaelem Czartoryskim za účelem kontroly brodu přes řeku Stubla. Klevaň byl hlavním sídlem ortodoxního knížecího rodu Čortoryjských, dokud jeho členové v 17. století nekonvertovali ke katolicismu. Poté byl hrad předán jezuitské škole. Po dělení Polska byl hrad zkonfiskován Habsburky a zůstal neobývaný. Jeho západní zeď byla stržena v 19. století. Zbývající části zahrnují dvě věže, tři opevněné budovy a vysoký čtyřobloukový most vedoucí k hlavní bráně.

## Historie
Zachoval se popis hradu z roku 1605. Hlavní ochrannou roli hrála západní věž, opevněná kamennou baštou. Východní věž sloužila jako zbrojnice. Hrad rychle ztratil svou obrannou funkci a v roce 1632 byl objekt předán jezuitům, kteří zde zřídili svou kolej. Pravděpodobně byli majiteli hradu až do konce 18. století. Hrad tedy nebyl sídlem magnáta s palácem, jako Korecký hrad.
Po prvním dělení Polsko-litevské unie byly země postoupeny habsburské monarchii (od roku 1804 Rakouskému císařství). Na příkaz císaře Josefa II. byl majetek jezuitů v roce 1773 zkonfiskován. Po následném dělení Polsko-litevské unie bylo území postoupeno Rusku. Na přelomu 18. a 19. století byl hrad neobývaný.
V roce 1817 byla rozebrána východní zeď hradu. Stavební materiály byly použity na stavbu dvou křídel pro polské gymnázium.
V letech 1817–1831 hrad sloužil jako polské gymnázium, které bylo po polském národně osvobozeneckém povstání zlikvidováno carským režimem. Pomalá destrukce zámeckých budov pokračovala i během 20. století.